# Pleophylla tongaatsana
Pleophylla tongaatsana är en skalbaggsart som beskrevs av Louis Albert Péringuey 1904. Pleophylla tongaatsana ingår i släktet Pleophylla och familjen Melolonthidae. Inga underarter finns listade i Catalogue of Life.